# Brotherwick
Brotherwick var en civil parish 1866–1955 när det uppgick i Warkworth, i grevskapet Northumberland i England. Civil parish var belägen 8 km från Alnwick och hade 8 invånare år 1951.